# Евровидение: Хор — 2021
«Евровидение: Хор года — 2021» (англ. Eurovision Choir 2021) — третий хоровой конкурс под эгидой Европейского Вещательного Союза, который должен был состоятся в августе 2021 года. Конкурс был отменён 28 июня 2021 года из-за пандемии COVID-19. На момент отмены конкурса только 1 страна (Уэльс) подтвердила участие.

## Место проведения

#### Отказавшиеся
- Бельгия — 19 октября 2020 года Интеркультур сообщил, что конкурс состоится не в Бельгии не в рамках Европейских хоровых игр.[2]
- Испания — 19 мая 2020 года Interkultur подтвердил, что ни один испанский город не вызвался принять соревнование, таким образом отклоняя возможность проведения конкурса в этой стране.

## Формат
По правилам  конкурса, к участию допускаются любые профессиональные хоры из 4-45 человек. Продолжительность выступления каждого хора составляет 4 минуты, что на 2 минуты меньше, чем в прошлом году. Номер может включать в себя одно или несколько произведений любого жанра, которые должны отражать национальный колорит страны-участницы. Также композиции должны исполняться а капелла, то есть без музыкального сопровождения.

## Страны-участницы
На момент отмены конкурса только Уэльс подтвердил участие в конкурсе 2021 года.
| № | Страна | Хор | Композиция(и) | Язык | Результат |
| - | ------ | --- | ------------- | ---- | --------- |
| — | Уэльс  | —   | —             | —    | —         |

## Другие страны
- Чехия — директор по развитию музыкально-развлекательного центра ČT Люси Капунова подтвердила, что телекомпания не планирует дебютировать в конкурсе.

## Отказались от участия
- Швейцария — в сентябре 2020 года, швейцарский телевещатель SRG SSR подтвердил, что они не будут участвовать в шоу 2021 года.